# Santa Maria del Soler
Santa Maria del Soler és una església de Clariana de Cardener (Solsonès) inclosa a l'Inventari del Patrimoni Arquitectònic de Catalunya.

## Situació
L'església es troba a la part central-est del terme municipal, al nord del nucli de Clariana. Està a uns 400 metres a llevant de la masia del Soler de Clariana, a la capçalera de la rasa del Soler, amagada dins un frondós bosquet de pins i alzineres.
S'hi va des de la carretera de Manresa (C-55). Al nucli de Clariana (41° 56′ 04″ N, 1° 37′ 26″ E / 41.934424°N,1.623930°E) es pren la carretera asfaltada direcció "Canet - Garrigó - Soler" que, en direcció nord, baixa a trobar el riu. Als 1,7 km. es passa pel pont del Molí de Canet, es creuen les cases de Canet i es puja als plans. Immediatament després de passar el trencall del Soler(41° 56′ 48″ N, 1° 37′ 36″ E / 41.946578°N,1.626567°E), es pren la pista de la dreta que, als 200 metres arriba sota mateix de la capella.

## Descripció

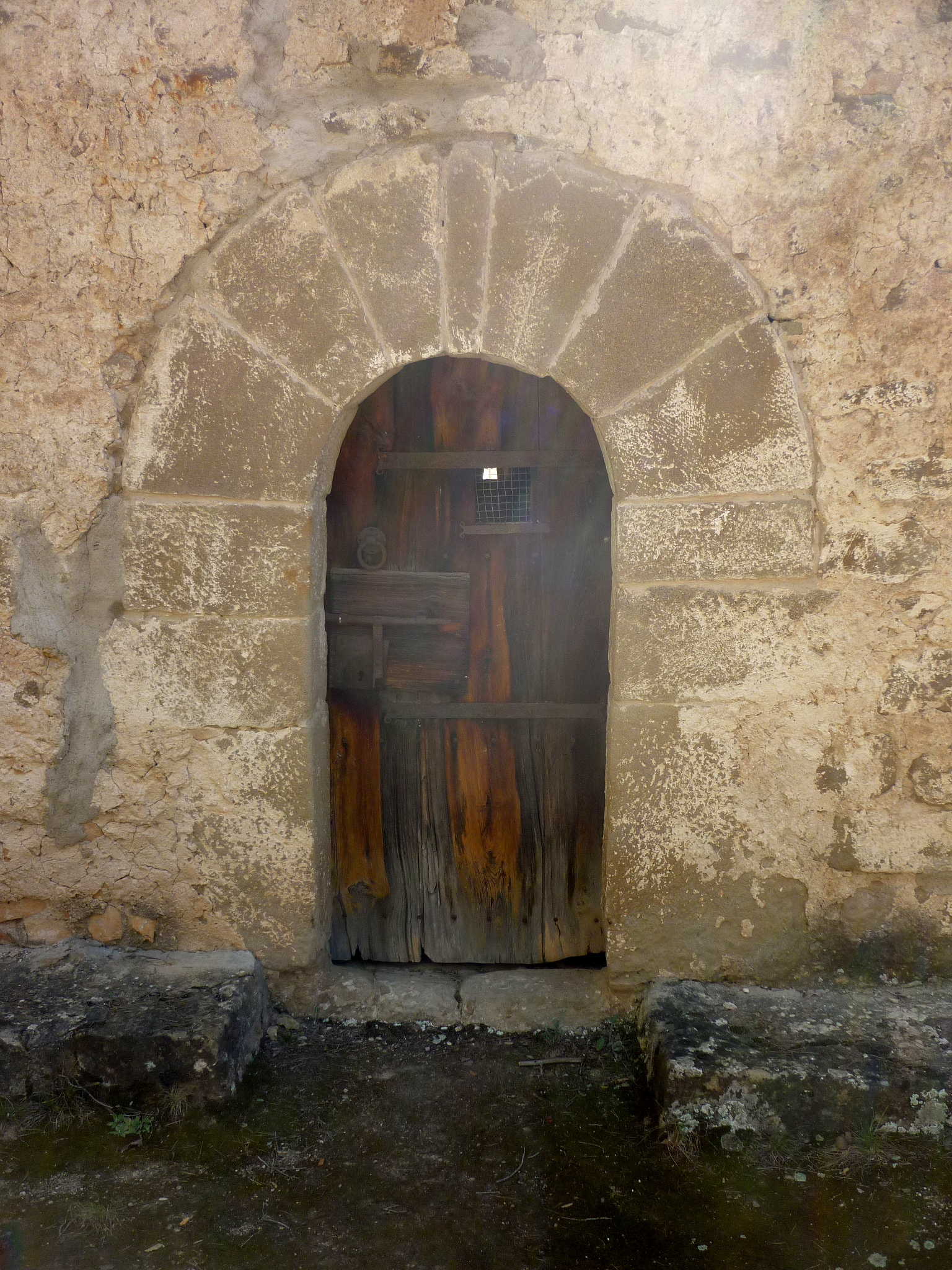
Portal

És una edificació senzilla, d'una nau i absis semicircular amb finestra de doble esqueixada d'arc de mig punt. La nau, que era coberta amb volta de canó, ha estat substituïda per un embigat de fusta. La porta, d'arc de mig punt i grans dovelles, és al frontis. Damunt de la porta hi ha una finestra espitllerada. Corona la façana el campanar d'una obertura. El parament és de pedres treballades a cops de maceta col·locades en rústegues filades. No té cap mena de decoració.

## Història
Església no esmentada en l'acta de Consagració i Dotació de la Catedral d'Urgell de l'any 839. No es troba cap referència històrica d'aquest edifici.